# Cantón de Carbon-Blanc
El cantón de Carbon-Blanc era una división administrativa francesa, que estaba situada en el departamento de Gironda y la región de Aquitania.

## Composición
El cantón estaba formado por seis comunas:
- Ambarès-et-Lagrave
- Carbon-Blanc
- Sainte-Eulalie
- Saint-Loubès
- Saint-Sulpice-et-Cameyrac
- Saint-Vincent-de-Paul

## Supresión del cantón de Carbon-Blanc
En aplicación del Decreto nº 2014-192 de 20 de febrero de 2014, el cantón de Carbon-Blanc fue suprimido el 22 de marzo de 2015 y sus 6 comunas pasaron a formar parte del nuevo cantón de La Presqu'île.